# Taimiao (Peking)
De Taimiao van de Verboden Stad of Taimiao van Peking is het gebouw dat vroeger gebruikt werd door de keizers van de Ming-dynastie en Qing-dynastie om voorouderverering te beoefenen.
Het gebouw is een taimiao en staat in de Verboden Stad (Peking, Volksrepubliek China) ten oosten van de Tian'anmen. Het gebouw beslaat een oppervlakte van 139.650 m² en de plattegrond van het gebouw is rechthoekvormig. De Taimiao van de Verboden Stad wordt verdeeld in drie gebouwen: de voorhal, middenhal en achterhal. De gebouwen worden verbonden door tweemaal zeven stenen loopbruggen.
Het gebouw bevat de volgende materialen: hout, steen, cement, verf, koper, metaal en glazuur. De Taimiao van de Verboden Stad is een van de meest goedbewaarde gebouwen van Peking die nog stammen van de Ming-dynastie.

## Geschiedenis
Het oorspronkelijke gebouw werd gebouwd in het 18e regeerjaar van keizer Yongle in 1420. Tijdens het regeerjaar van de Ming-keizers Jiaqing, Wanli en de Qing-keizer Shunzhi werd het gebouw grondig gerestaureerd. Tijdens het eerste regeerjaar van keizer Qianlong (1736) werd het gebouwencomplex uitgebouwd.
In 1924 werd de tuin rondom het gebouw hernoemd tot het Vredespark (和平公園). Sinds 1950 is het Pekingse Arbeiderscultuurpaleis gehuisvest in dit historische gebouw.